# Warner Dearns

a Compétitions nationales et continentales officielles uniquement.

b Matchs officiels uniquement.
Dernière mise à jour le 10 juillet 2022.
Warner Dearns, né le 11 avril 2002 à Wellington (Nouvelle-Zélande), est un joueur  international japonais d'origine néo-zélandaise de rugby à XV, jouant au poste de deuxième ligne avec le club des Toshiba Brave Lupus Tokyo en League One depuis 2022.

## Biographie

### Jeunesse et formation
Warner Dearns naît à Wellington en Nouvelle-Zélande. Il grandit dans la région de Hawke's Bay où son père, Grant Dearns, travaille comme préparateur physique auprès de l'équipe de rugby à XV provinciale. Sa mère Tanya Dearns (en) (née Cox) a jouée avec la sélection néo-zélandaise de netball, et elle est ensuite devenue entraîneuse auprès de plusieurs équipes.
Dearns commence à jouer au rugby à XV à l'âge de quatre ans. Entraîné dans les catégories jeunes par son père, il joue avec l'équipe de son école de Taradale. Poussé par sa mère, il pratique également le basket-ball à partir de ses douze ans avec le club de  Napier West et la sélection régionale de Hawke's Bay. Il se concentre ensuite sur le rugby lorsqu'il entre au lycée, passant un an à la Napier Boys' High School (en), puis une autre année au Scots College (en) de Wellington,. 
En 2017, son père rejoint le staff de l'équipe japonaise des NEC Green Rockets, et sa famille émigre au Japon pour le suivre,. Sa mère vit pendant un an avec eux, avant de déménager en Australie pour entraîner l'équipe de netball de Cairns,. Dearns poursuit sa scolarité, et sa formation rugbystique, avec le lycée de Kashiwa dans la préfecture de Chiba à partir de 2018. Avec l'équipe de son établissement, il dispute le tournoi national lycéen d'Hanazono en 2019 et 2020, et participe à faire entrer son équipe dans le top 8 lors de ses deux participations. Dépassant déjà les deux mètres en taille, il est considéré comme le joueur le plus grand de l'histoire de la compétition.

### Début de carrière (depuis 2021)
Après avoir terminé le lycée, Warner Dearns ne souhaitant pas passer par le système universitaire japonais, envisage alors de rentrer en Nouvelle-Zélande pour lancer sa carrière professionnelle. Toutefois, à cause de la pandémie de Covid-19 et après une discussion avec Todd Blackadder, l'entraîneur des Toshiba Brave Lupus, il décide finalement de rester jouer au Japon,.
Il s'engage alors avec les Brave Lupus, qui évoluent alors en Top League,. Il joue aucun match officiel avec cette équipe lors de cette première saison.
En septembre 2021, malgré son inexpérience (19 ans, aucun match professionnel), il est sélectionné avec l'équipe du Japon pour participer à un camp d'entraînement, et préparer la tournée d'automne,. Par la suite, il n'est initialement pas retenu dans le groupe définitif pour participer à la tournée, avant d'être finalement convoqué en remplacement d'un joueur blessé,. Il obtient sa première sélection le 13 novembre 2021 contre le Portugal à Coimbra,. Remplaçant, il ne joue que quelques minutes en fin de match.
L'année suivante, il fait ses débuts avec son club, qui vient d'être renommé Toshiba Brave Lupus Tokyo, dans le nouveau championnat national appelé League One. Il joue son premier match le 8 janvier 2022 contre Tokyo Sungoliath, et marque un doublé à cette occasion,. Âgé de 19 ans, il devient le plus jeune joueur a inscrire un essai dans le championnat japonais. Il joue un total de quinze rencontres lors de sa première saison, et inscrit trois essais.
En juin 2022, il est sélectionné à nouveau avec les Brave Blossoms pour la tournée d'été. Il est titularisé pour la première fois au niveau international à l'occasion d'un test-match face à l'Uruguay. Il dispute ensuite les deux rencontres face à la France.
Il est élu dans l'équipe type de la saison 2022-2023 du championnat japonais.

## Palmarès

### En club
Néant

### Distinctions personnelles
- Membre de l'équipe type du Championnat du Japon en 2023

## Statistiques
- 4 sélections avec le Japon depuis 2021.
- 0 point.